# Basilique Saint-Pie-X de Lourdes
Pour les articles homonymes, voir Pie X.
La basilique Saint-Pie-X de Lourdes, dans le département français des Hautes-Pyrénées, est une basilique catholique inaugurée, en 1958, lors du centenaire des apparitions de la Vierge Marie à Bernadette Soubirous. Elle est dédiée au pape Pie X.
Construite sous l'esplanade des sanctuaires, elle est la plus récente et la plus vaste des trois basiliques destinées à recevoir les pèlerins. Consacrée en 1958, elle est aussi désignée comme la « basilique souterraine » pour la distinguer des basiliques « supérieure » (basilique de l'Immaculée-Conception) et « inférieure » (basilique Notre-Dame-du-Rosaire), toutes trois faisant partie du complexe des sanctuaires de Lourdes qui comprend encore l'église Sainte-Bernadette, dernier en date de ses lieux de culte et nombre de chapelles. Il faut noter, en outre, que Lourdes possède aussi en centre-ville une église paroissiale, l'église du Sacré-Cœur dont la construction a été initiée par l'abbé Dominique Peyramale, curé de Lourdes à l'époque des apparitions de la Vierge Marie à Bernadette Soubirous.

## Origines

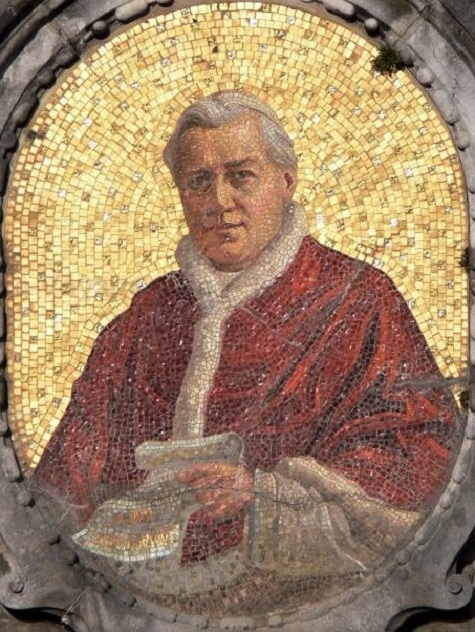
Pie X, mosaïque à l'entrée de la crypte

Sa réalisation résulte de l'initiative et de la volonté de Pierre-Marie Théas, évêque de Tarbes et Lourdes, avec les encouragements du pape Pie XII et le soutien actif du maire de Lourdes, Antoine Béguère.
L'idée d'origine était de construire un grand abri pour les processions pouvant être utilisé en cas d'intempérie, aucune des deux précédentes basiliques n'étant assez vaste pour abriter la foule des pèlerins lors des plus importants rassemblements.
La construction de la basilique a nécessité la destruction préalable, en 1956, du « Monument de la Paix », sorte de monument aux morts religieux qui avait été édifié en 1920 après la Première Guerre mondiale, afin de libérer le terrain nécessaire.
Le projet fut engagé le 18 mars 1956 et le chantier béni le 30 mai 1956 par le cardinal Gerlier, archevêque de Lyon et ancien évêque de Tarbes et Lourdes. La basilique a été consacrée le 25 mars 1958, jour de l'Annonciation, pour le centenaire des apparitions, par le légat du pape Angelo Roncalli, futur Jean XXIII. Celui-ci envoya un télégramme au pape Pie XII, se félicitant de « la foule innombrable très recueillie et enthousiaste ». Le sanctuaire reçut le titre de basilique mineure le 7 mai 1958, six semaines après sa consécration.
La basilique a été nommée en l'honneur du pape saint Pie X, canonisé depuis peu (29 mai 1954) et qui a beaucoup œuvré pour ouvrir plus largement l'accès à l'Eucharistie, sacrement extrêmement important dans la vie de sainte Bernadette (communion des enfants et communion quotidienne). Un médaillon en mosaïque représentant Pie X est d'ailleurs situé au dessus de l'entrée de la crypte de la basilique de l'Immaculée-Conception.

## Architecture

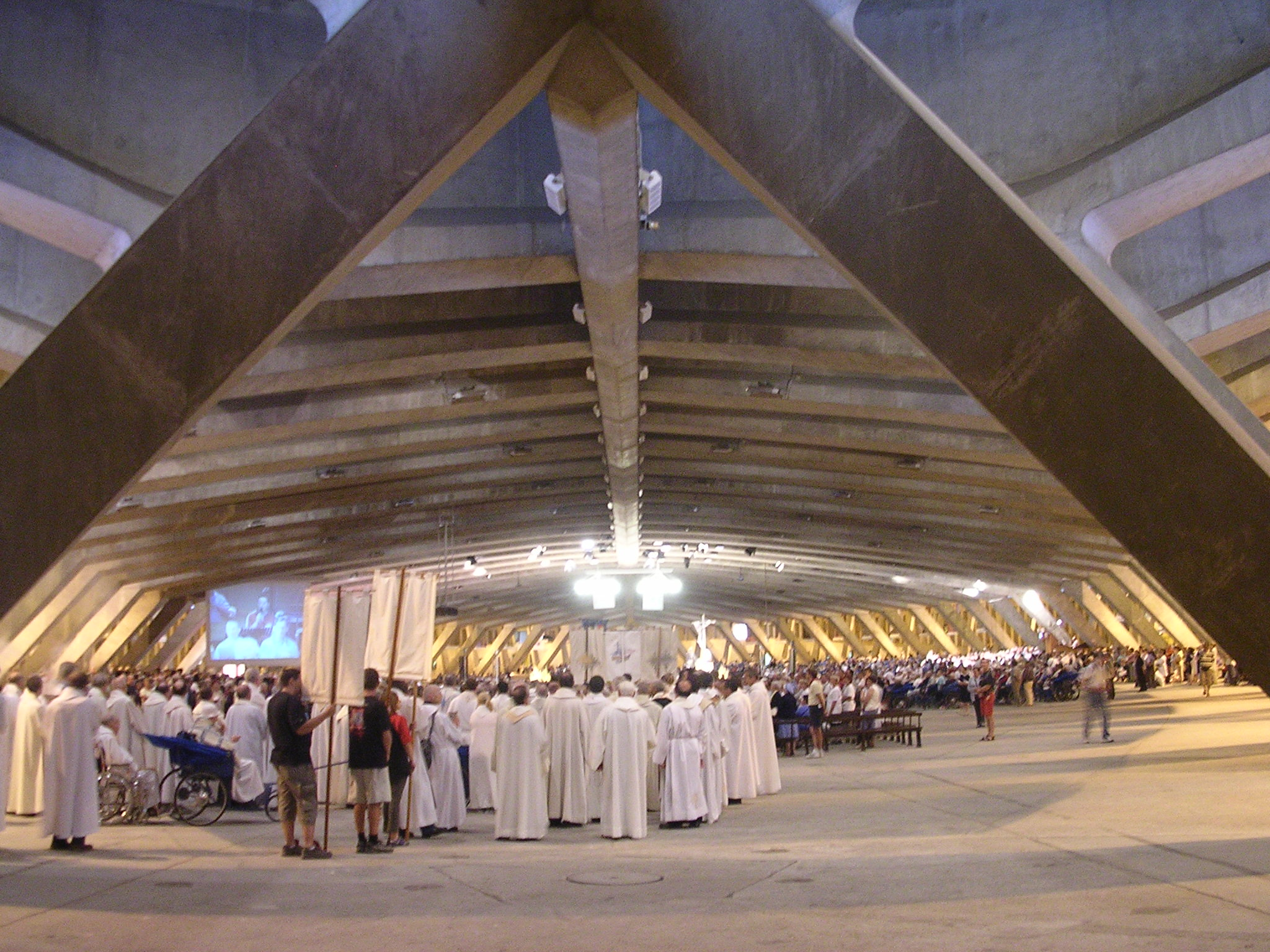
Un office dans la basilique.

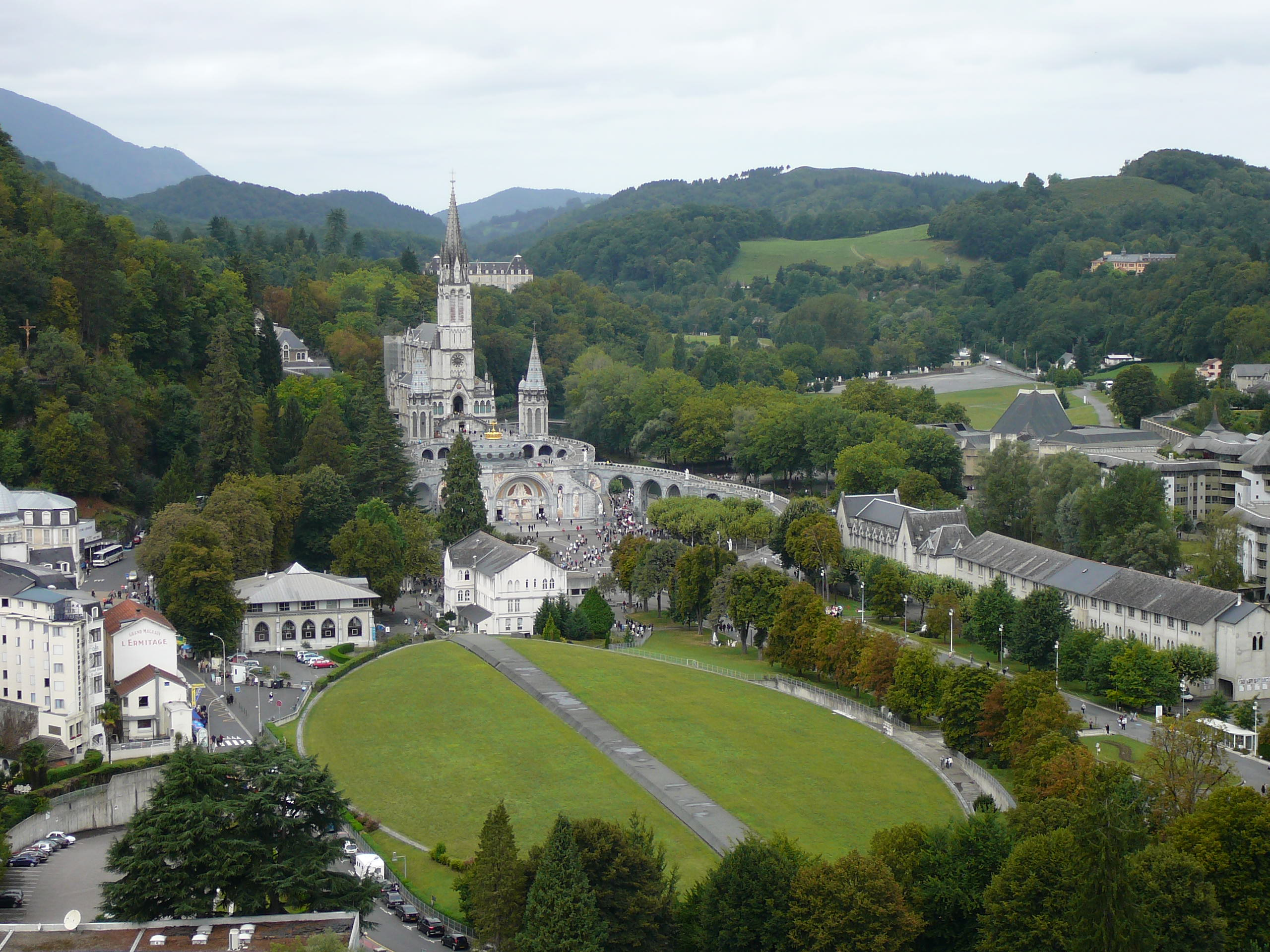
Sur cette vue prise depuis le château de Lourdes se révèle la forme elliptique de la basilique, dont la voûte est couverte de gazon.

La basilique Saint-Pie-X est entièrement souterraine et située à gauche de l'esplanade qui conduit aux deux précédents édifices (la basilique de l'Immaculée-Conception et la basilique Notre-Dame-du-Rosaire) afin de ne pas en rompre la perspective. Entièrement construite sous terre, elle est située sous le niveau du gave de Pau ce qui a compliqué sa conception et mis en difficulté les travaux. C'est un ouvrage en béton armé ou précontraint conçu par l’architecte Pierre Vago, réalisé par Pierre Pinsard et André Le Donné, avec le concours de l'ingénieur Eugène Freyssinet, célèbre constructeur d'ouvrages d'art en béton précontraint de la première moitié du XXe siècle,.
Jean Martin architecte des monuments historiques des Hautes Pyrénées collabore avec l'équipe d'architectes qui, autour de Vago, a réalisé la basilique souterraine de Lourdes.
Les travaux furent réalisés par les entreprises Campenon-Bernard et Solétanche. La basilique, qui a coûté 2 milliards d'anciens francs soit environ 40 millions d'euros, est conçue pour recevoir les grandes foules de pèlerins et permettre sans encombre la circulation des importantes processions.
De forme ellipsoïdale, sa longueur est de 201 mètres, sa largeur de 81 mètres pour une hauteur au centre de seulement 10 mètres. Elle couvre une superficie de 12 000 m2, et peut accueillir jusqu'à 25 000 personnes,. Sa structure a fait largement appel à la technique du béton précontraint. Elle possède deux larges entrées axialement opposées ; les assises des vingt-neuf portiques en béton précontraint qui soutiennent la voûte sont rejetées en périphérie, permettant à tous les fidèles de voir l'autel qui est situé en son centre, et délimitant vers l'extérieur une large allée périphérique de circulation, menant aux rampes et escaliers d'accès depuis l'extérieur.
Deux chapelles s'ouvrent sur le sanctuaire principal : la chapelle Sainte-Thérèse à l'une des extrémités, la chapelle 'Pax Christi' derrière le siège de présidence.

### Chapelle ‘Pax Christi’
En 1965, des pèlerins allemands apportent un coffret contenant les reliques d'Hildegarde de Bingen et de saint Bernard de Clairvaux au sanctuaire de Lourdes pour la réconciliation des peuples, les reliques sont actuellement conservées dans la chapelle ‘Pax Christi’.

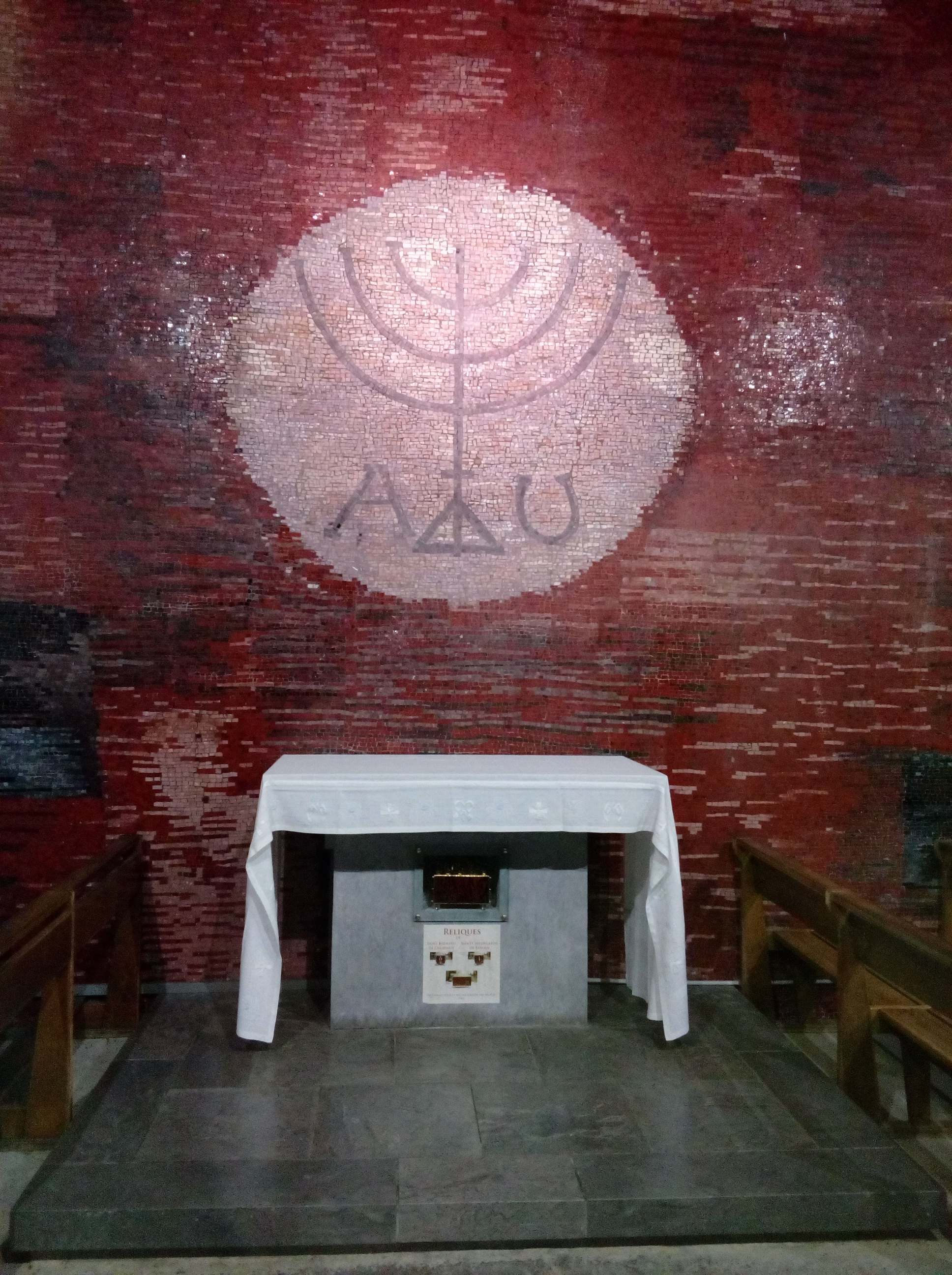
Reliques d'Hildegarde de Bingen et de Saint Bernard de Clairvaux conservées dans la chapelle ‘Pax Christi’.
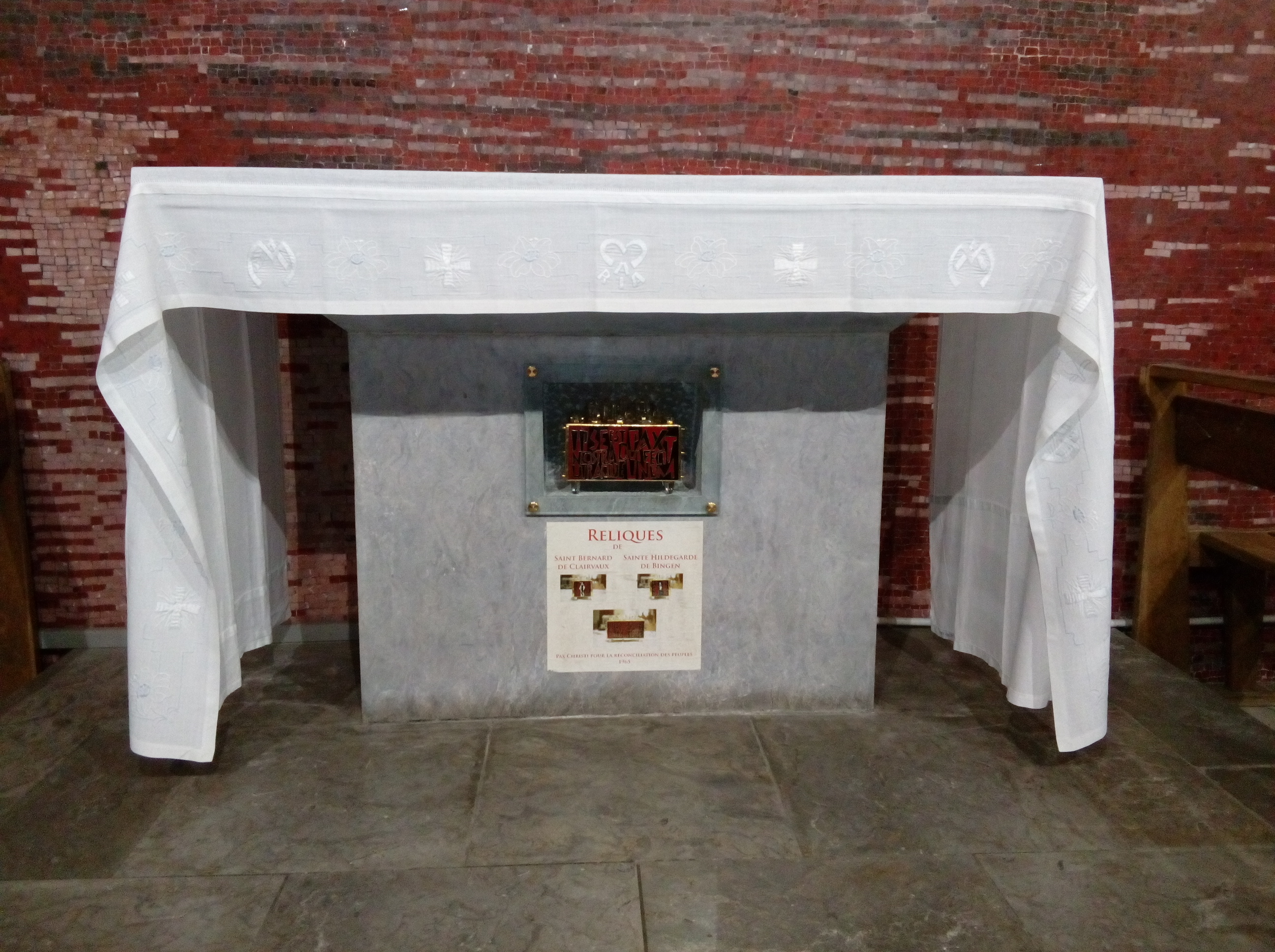
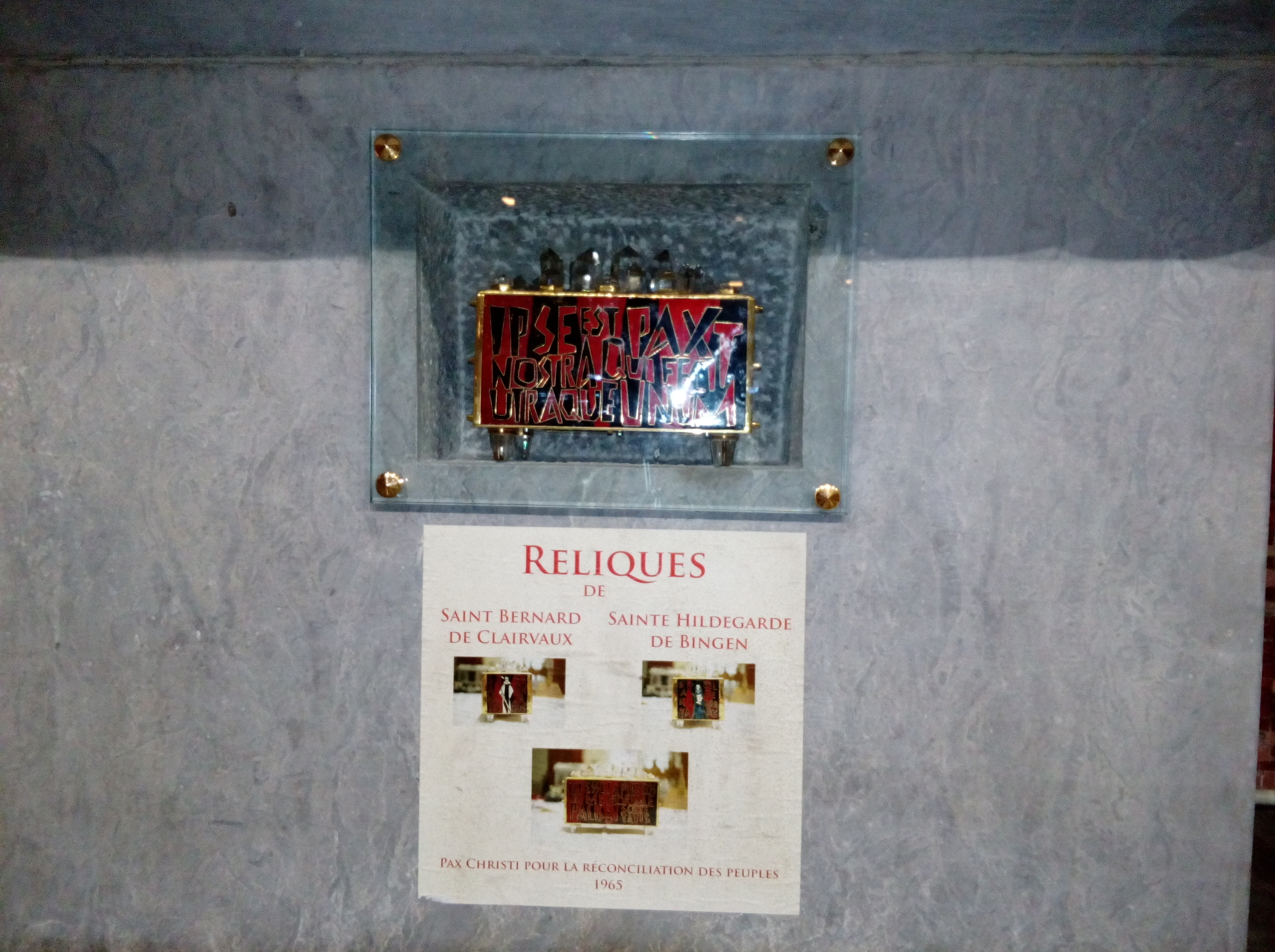

Les reliques de saint Pie X et de saint Jean-Paul II sont conservées dans la chapelle ‘Pax Christi’.

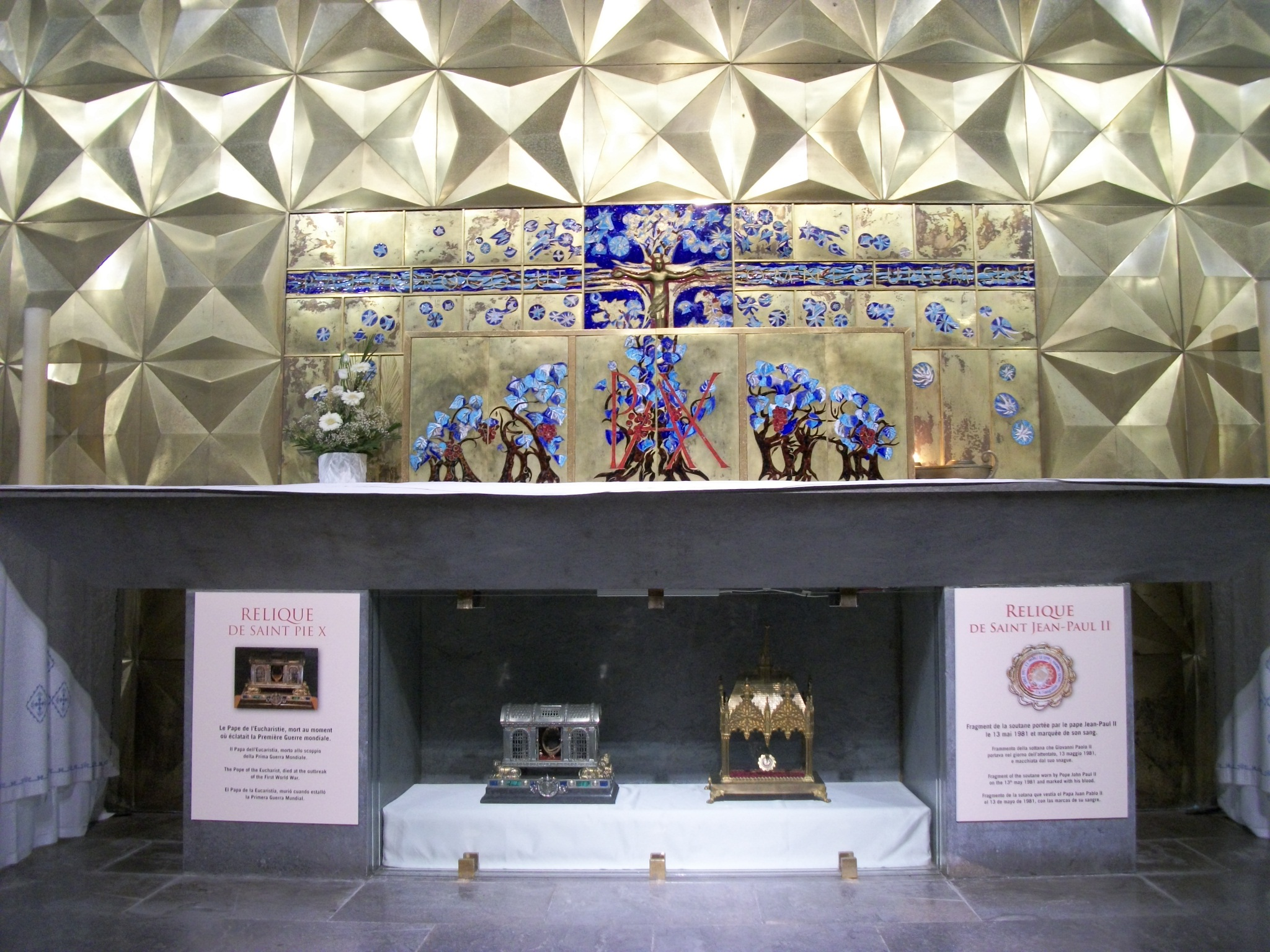
Reliques de saint Pie X et de saint Jean-Paul II conservées dans la chapelle ‘Pax Christi’.
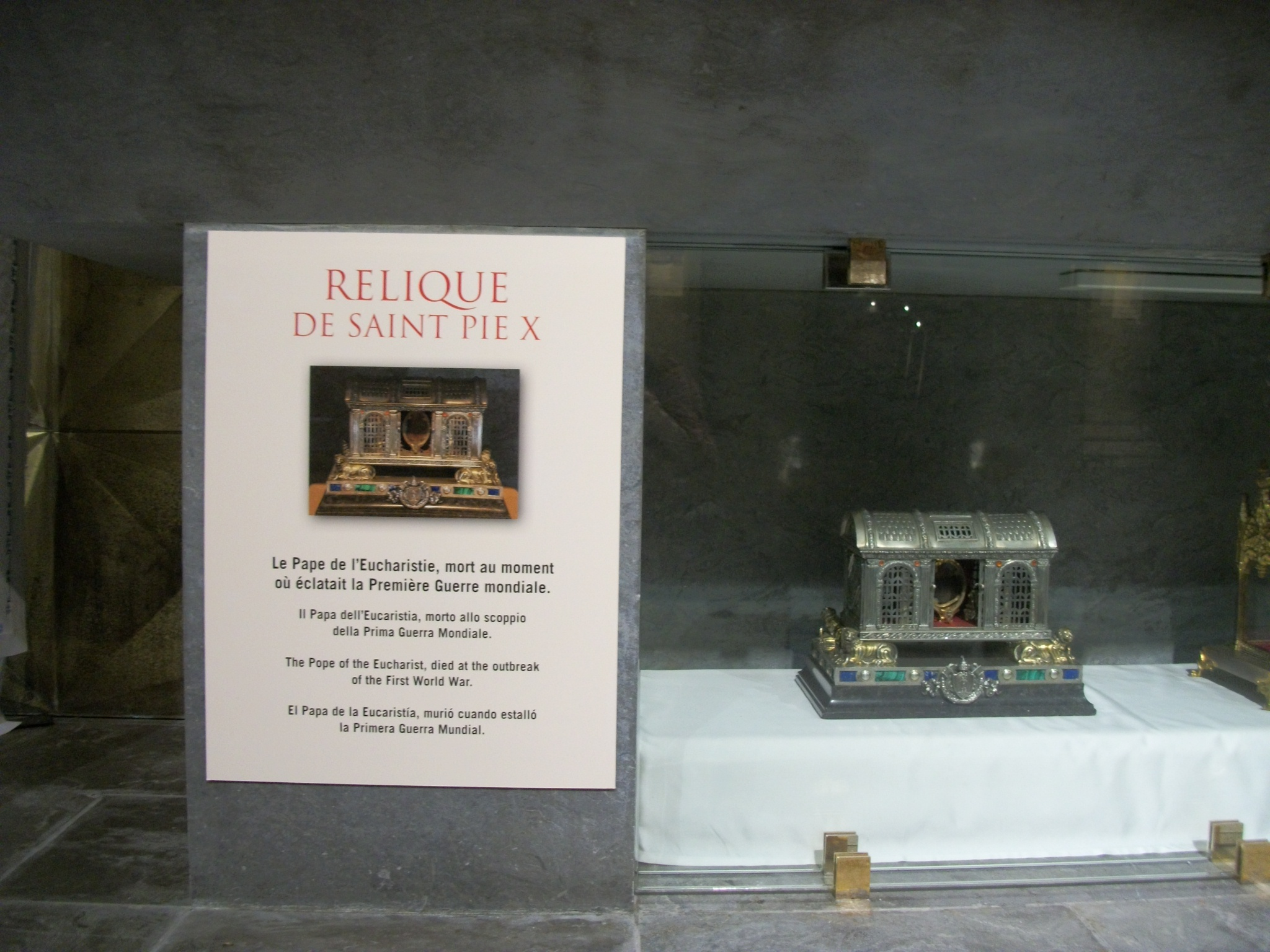
Relique de saint Pie X.
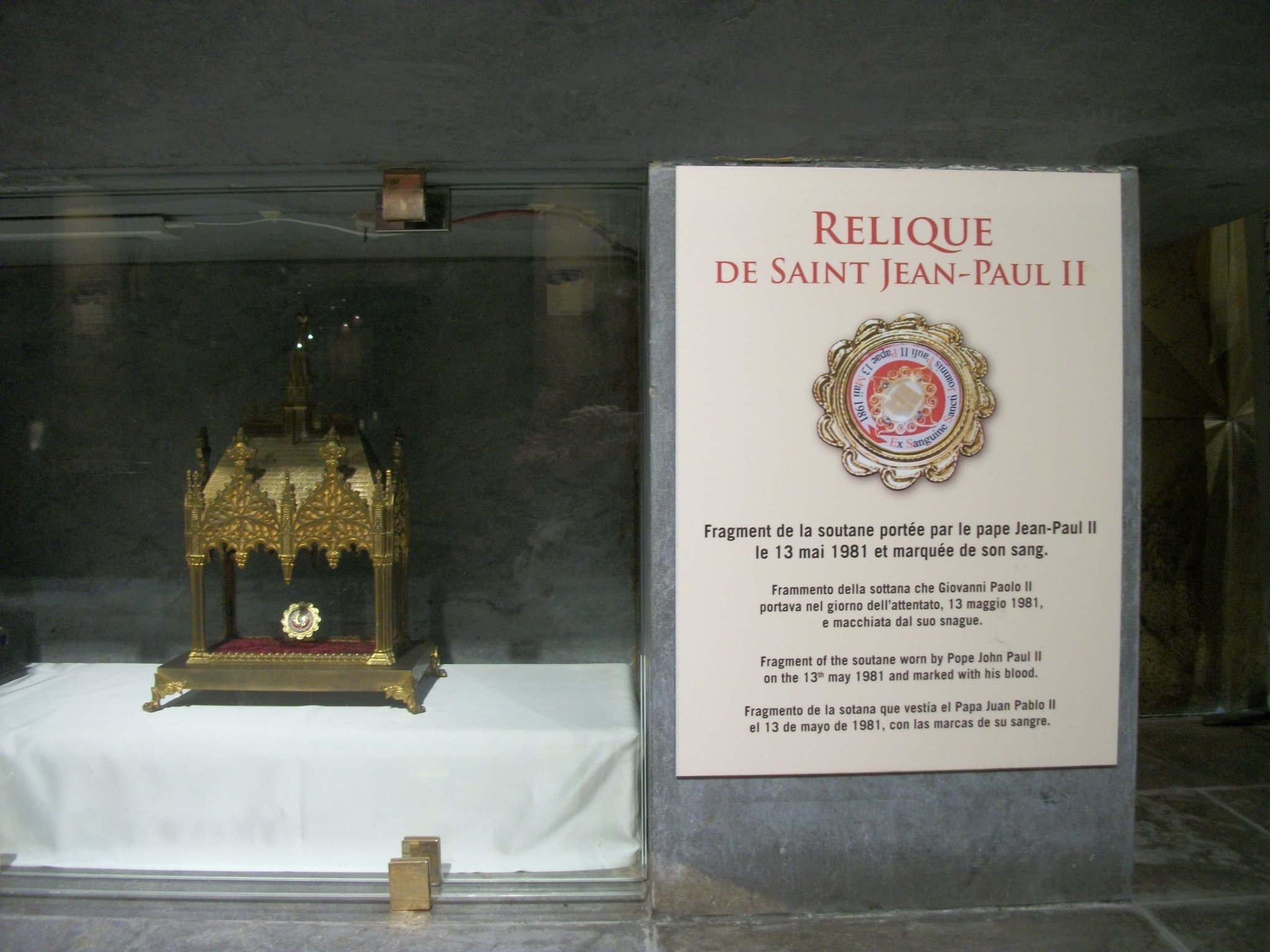
Relique de saint Jean-Paul II.

## Art et mobilier

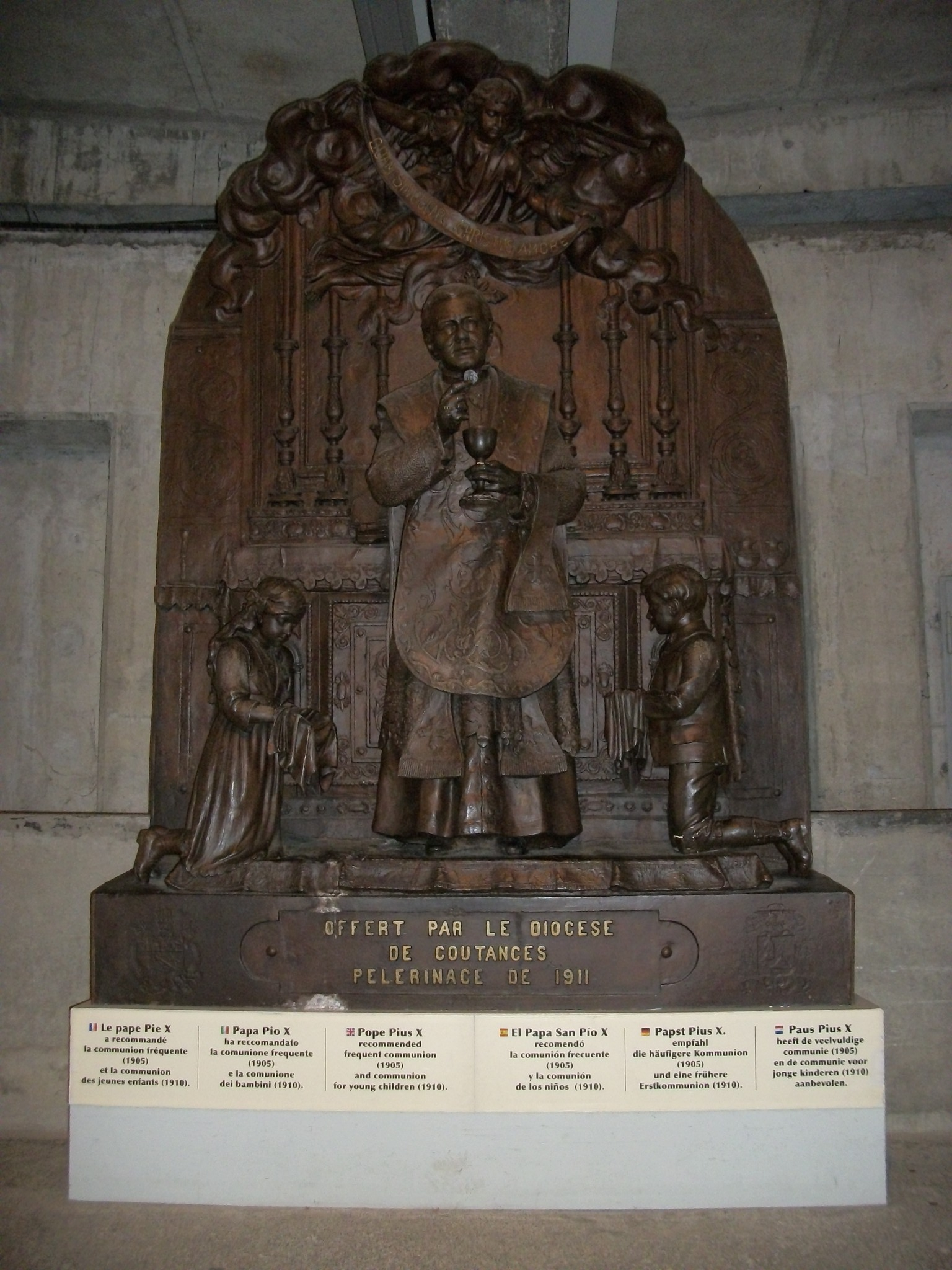
Monument dédié au pape Pie X, (surnommé le pape de l'Eucharistie) à l'entrée de la basilique Saint-Pie X de Lourdes.

La structure en béton précontraint est entièrement apparente et laisse voir le béton brut et la décoration est minimale. L'éclairage est essentiellement artificiel.
L'ensemble de l'éclairage et de la distribution électrique ont été refaits au cours de l'hiver 2006-2007.
Le soir du 18 juin 2013, lors d'une crue exceptionnelle du Gave, la basilique a été entièrement inondée : l'édifice semi-souterrain s'est transformé en lac. Le lendemain, l'eau s'y trouvait encore presque à mi-hauteur (4 mètres). Depuis son inauguration en 1958, jamais la basilique Saint-Pie X du sanctuaire de Lourdes n'avait connu une inondation d'une telle ampleur.

### Les gemmaux
Les vitraux en gemmail s'organisent en trois ensembles :
- le Chemin de la Croix, par Denys de Solère, 1981, à gauche de l'orgue ;
- les mystères du Rosaire, par Robert Falcucci, 1987, à droite de l'orgue ;
- le chemin de lumière de Bernadette, par René Margotton, ayant pour thème les apparitions de la Vierge Marie à Bernadette Soubirous, ont été inaugurés en 1991. Ils sont disposés sur le mur extérieur de la basilique, tout au long du déambulatoire périphérique.Lourdes Bernadette Gemmail (René Margotton).

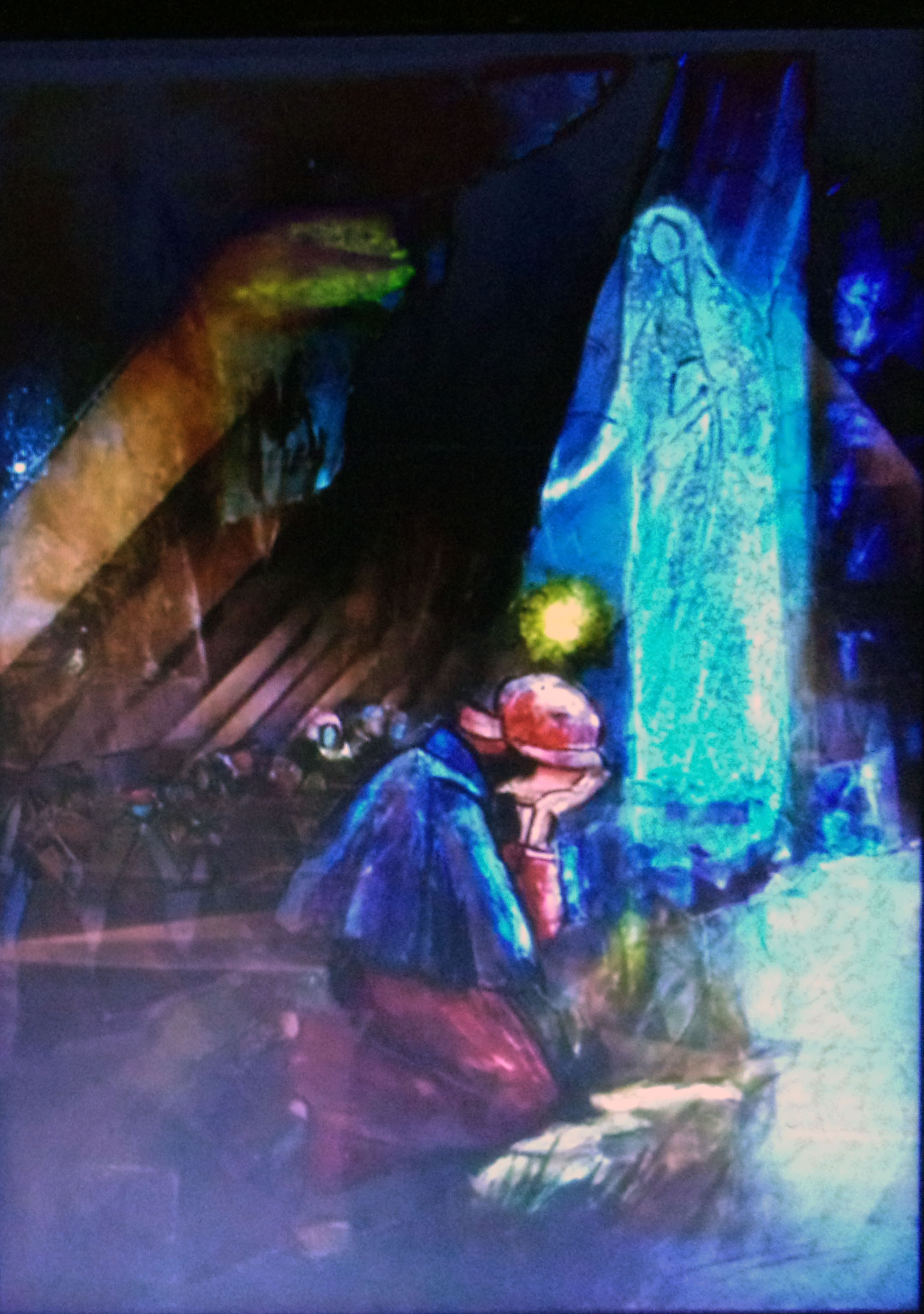
Lourdes Bernadette Gemmail (René Margotton).

### Les tentures
La périphérie, entre le déambulatoire et l'espace intérieur  est ornée de quarante-huit grandes tentures pendues au plafond et représentant des saints et bienheureux, hommes et femmes de toutes époques, de tous pays, de toutes conditions : personnages de l'Ancien et du Nouveau Testament, apôtres, martyrs, religieux et religieuses, évêques, prêtres, missionnaires, théologiens, laïcs, etc. qui symbolisent l'universalité de l'Église et la communion des saints.
La disposition en est organisée en plusieurs groupes :
- côté « nef »
  - autour de la tribune, les apôtres (à partir de la tribune) :
    - à gauche : Pierre, Jean, Jacques le Majeur, André, Philippe, Thomas.
    - à droite : Paul, Matthieu, Jacques le Mineur, Simon, Jude, Barthélémy, Matthias.

  - de part et d'autre des apôtres, « L'un et l'autre Testaments » (à partir de la tribune) :
    - à gauche : Joseph, Jean-Baptiste, Étienne, Maximilien Kolbe, Jean XXIII, David, Abraham.
    - à droite : Anne et Joachim, Élisabeth, Jérôme, Thérèse Bénédicte de la Croix, Élie, Moïse.

  - autour de l'orgue (et à partir de celui-ci):
    - à gauche, les martyrs : Irénée, Laurent, Cécile, Sébastien, Thomas More, Paul Miki et ses compagnons, les 117 martyrs du Viêt-Nam, les 103 martyrs de Corée, Charles Lwanga et se compagnons, Ceferino Giménez Malla, les martyrs de Bulgarie, Jerzy Popiełuszko.
    - à droite, « Un peuple de toutes les nations » : Cyrille et Méthode, Brigitte, Rose de Lima, Jeanne d'Arc, Nicolas de Flue, Mary MacKillop, Ignace de Loyola, Willibrord, les voyants de Fatima, Albert Hurtado, Étienne de Hongrie, Patrick.

- côté déambulatoire, « En suivant le calendrier », depuis la tribune et dans le sens inverse des aiguilles d'une montre dans l'ordre des dates de leurs fêtes :

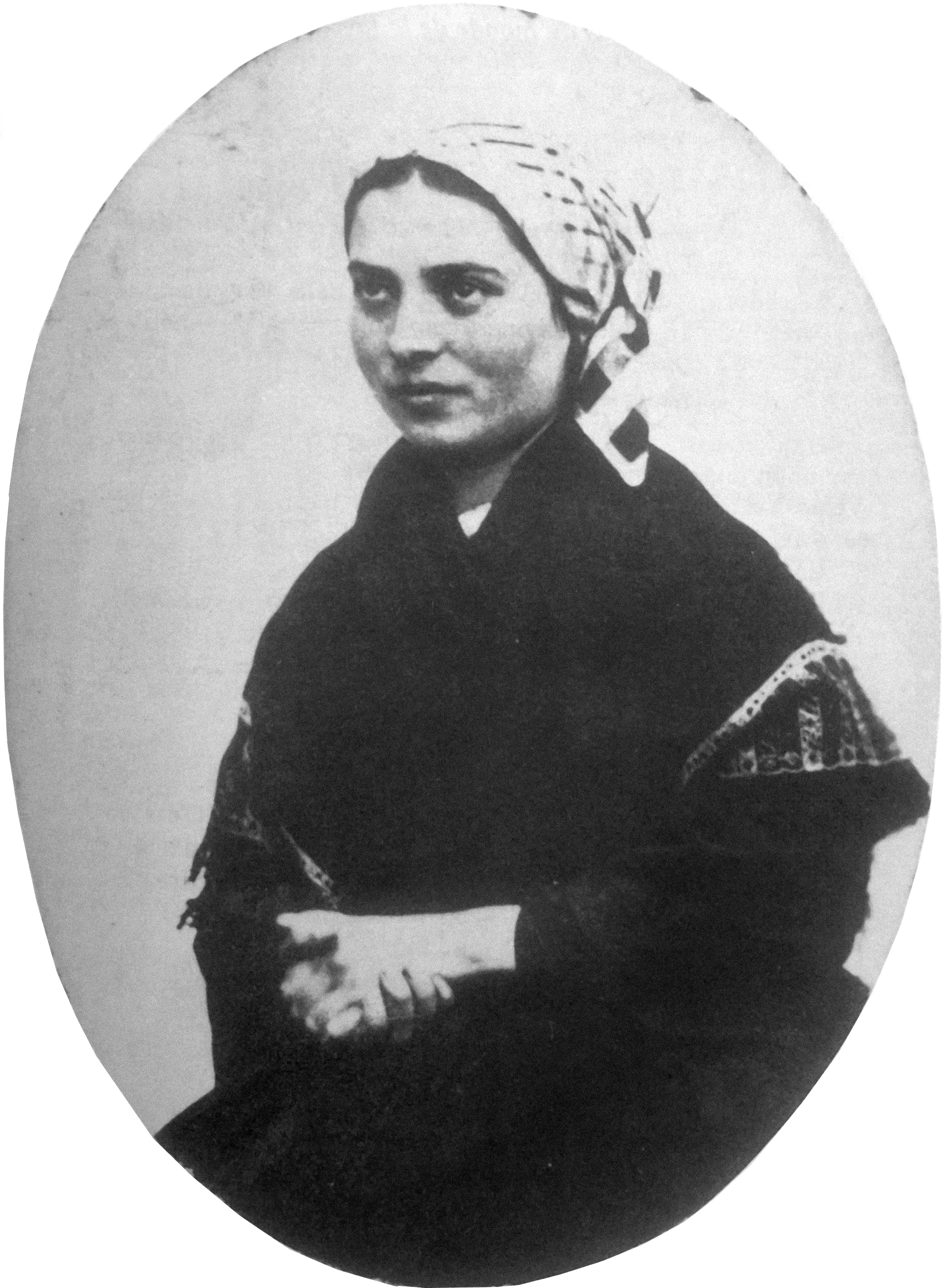
Sainte Bernadette Soubirous, par qui tout a commencé à Lourdes est honorée d'une grande tenture.

1. Janvier : Basile et Jean Chrysostome, Agathe, François de Sales, Mutien-Marie Wiaux, Jean Bosco.
2. Février : Pie IX, Maron, Bernadette.
3. Mars : Angèle de la Croix, Casimir, Jean de Dieu.
4. Avril : Josaphata Micheline Hordashevska , Benoît-Joseph Labre, Louis-Marie Grignion de Montfort, Jeanne Beretta Molla, Catherine de Sienne, Joseph-Benoît Cottolengo.
5. Mai : Dominique Savio, Damien de Molokai, Michel Garicoïts, Eugène de Mazenod.
6. Juin : Boniface, Antoine de Padoue, Louis de Gonzague, Josemaría Escrivá de Balaguer.
7. Juillet : Pier Giorgio Frassati, Benoît, Louis et Zélie Martin, Camille de Lellis.
8. Août : Jean-Marie Vianney, Dominique, Bernard, Marie de Jésus crucifié, Augustin, Jeanne Jugan.
9. Septembre : Teresa de Calcutta, Frédéric Ozanam, Hildegarde de Bingen, Padre Pio, Vincent de Paul.
10. Octobre : Thérèse de l'Enfant Jésus, Antoine Chevrier, François d'Assise, Thérèse d'Avila.
11. Novembre : Martin, Joseph Moscati, Colomban, Catherine Labouré.
12. Décembre : Charles de Foucauld, François-Xavier.

De chaque côté de l'orgue sont réservées deux places pour honorer les saints et bienheureux récemment proclamés.

### L'orgue

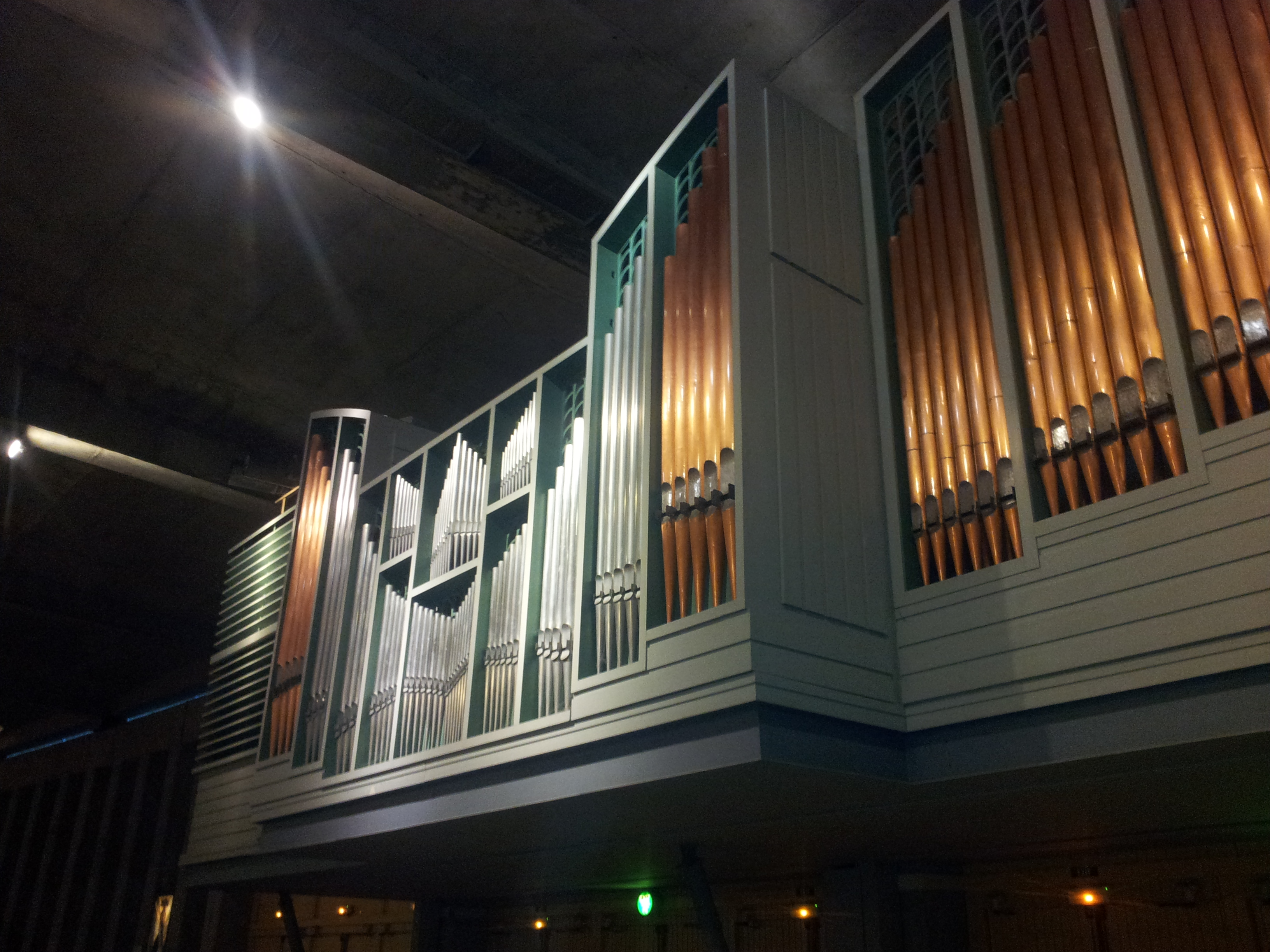
L'orgue

La basilique possède un orgue avec quatre claviers, un pédalier et cinquante-quatre jeux et transmission électrique.
Fabriqué au pays basque espagnol, il fut inauguré le 7 octobre 1969. Entre 1995 et 1997, il fut restructuré de façon presque totale, par le facteur Pesce de Pau : une nouvelle inauguration eut lieu le 11 février 1998 pour la fête de Notre-Dame de Lourdes.
Mais il a été gravement endommagé par l'inondation de 2013 et reconstruit à nouveau, par la maison Pesce de Pau.

### Composition
| I Grand Orgue       |            |
| Montre              | 16'        |
| Bourdon             | 16′        |
| Montre              | 8′         |
| Bourdon             | 8′         |
| Voix humaine        | 8′         |
| Flûte harmonique    | 8′         |
| Prestant            | 4′         |
| Flûte               | 4′         |
| Grosse Sesquialtera |            |
| Doublette           | 2′         |
| Fourniture          | V-VI rangs |
| Cymbale             | IV rangs   |
| Grand cornet        | IX rangs   |
| Bombarde            | 16'        |
| Trompette           | 8′         |

| II Positif   |         |
| Principal    | 8′      |
| Bourdon      | 8′      |
| Prestant     | 4′      |
| Flûte        | 4′      |
| Nazard       | 2′2/3   |
| Doublette    | 2′      |
| Quarte       | 2′      |
| Tierce       | 1′3/5   |
| Larigot      | 1′1/3   |
| Plein-Jeu    | V rangs |
| Cromorne     | 8'      |
| Trompette    | 8'      |
| Clairon      | 4′      |
| Glockenspiel |         |
|              |         |

| III Solo      |                |
| Trompette     | 16' en chamade |
| 1re Trompette | en chamade     |
| 2e Trompette  | en chamade     |
| Orlos         | 8′ en chamade  |
| Clairon       | 4' en chamade  |
| Clairon       | 2′ en chamade  |
| Flûte         | 8′             |
| Prestant      | 4'             |
| Piccolo       | 1′             |
|               |                |

| IV Récit expressif |    |
| Bourdon            | 8′ |
| Gambe              | 8′ |
| Voix céleste       | 8′ |
| Flûte              | 4' |
| Flûte              | 2′ |
| Dulciane           | 8′ |
| Hautbois           | 8' |
|                    |    |

| Pédale          |     |  |
| Bourdon         | 32′ |  |
| Contrebasse     | 16′ |  |
| Soubasse        | 16′ |  |
| Flûte           | 8′  |  |
| Bourdon         | 8′  |  |
| Principal       | 4′  |  |
| Contre-bombarde | 32′ |  |
| Bombarde        | 16′ |  |
| Trompette       | 8′  |  |

Accessoires :
- Accouplements Positif/GO, Solo/GO, Récit/GO
- Tirasses GO, Positif, Solo, Récit en 4'
- Tremblants Positif, Solo, Récit
- Boîte expressive sur Récit
- 8 combinaisons fixes
- Double pédale